# الحب المر (فلم)
الحب المر  فيلم دراما للمخرج حسام الدين مصطفى عام 1992 عن قصة إدوارد خليفة  وكتب السيناريو شريف المنباوي  وكتب الحوار محمد خليل الزهار. الفيلم من بطولة إلهام شاهين، ممدوح عبد العليم، هشام عبد الحميد، وحيد سيف، ومحمد توفيق  وتدور الأحداث حول أبناء الحارة الفقيرة، صلاح وزين وما يحدث عندما يتفوق أحدهم في الدراسة ويتفوق الآخر في كسب المال والصراع الأزلي بين الاتجاهين.
صدر الفيلم إلى دور العرض المصرية في 14 ديسمبر 1992.
منح موقع قاعدة بيانات الأفلام العربية «السينما.كوم» الفيلم درجة 4.8/ 10.

## طاقم التمثيل
إلهام شاهين: في دور منال عبد الكريم (ممرضة)
ممدوح عبد العليم: في دور زين عبود
هشام عبد الحميد: في دور صلاح أبو العينين (طبيب امتياز)
وحيد سيف: في دور عبود الكوع (مقاول سباكة)
محمد توفيق: في دور أبو العينين (تمرجي)
عزيزة راشد: في دور فايزة (ممرضة زميلة منال)
إعتدال المصري: في دور روحية (زوجة عبود الكوع)
فاطمة شوشة: في دور نورا (زوجة زين)
عبير عادل: في دور ثريا منصور
أمين عنتر: في دور الحاج منصور (والد ثريا)
محمود الحفناوي: في دور تابع الراقصة
توفيق الكردي: في دور مسئول الإسكان
عبد الهادي أنور: في دور الطبيب الفاسد
مطاوع عويس: في دور عجورة
عبد الفتاح البلتاجي: في دور سعيد (طبيب امتياز)
عواطف تكلا: في دور ممرضة
أحمد كمالي: في دور عزمي مجاهد (جراح)
ثريا عز الدين: في دور زوجة والد منال 

## أحداث الفيلم
يعيش صلاح (هشام عبد الحميد) ابن التمرجي أبو العينين (محمد توفيق) وصديقه زين (ممدوح عبد العليم) ابن السباك عبود الكوع (وحيد سيف) في حواري إمبابة. يتفوق صلاح في دراسته حتى يصبح طبيب امتياز، ويحب الممرضة منال (إلهام شاهين)، التي ماتت والدتها، وتزوج والدها، وتركها وحيدة، أما زين يترك الدراسة ويعمل مع والده في السباكة، ويتمكن عبود الكوع من الدخول في مقاولات السباكة بالرشاوى والغش، حتى يصبح مليونيراً، ويترك حارة إمبابه، ليسكن في المعادي. يعتمد عبود الكوع على إبنه زين في تسيير أعماله الغير مشروعة، بينما يقضي زين وقته في اللهو وتعاطي المخدرات والخمور. يتم تعيين مسئول جديد في الإسكان (توفيق الكردي)، ولا يتمكن عبود الكوع من تطويعه والإستفادة منه، فيقوم بالضغط على زين للزواج من نورا (فاطمة شوشة) ابنة مسئول الإسكان ثم يطلقها بعد أن يترك المسؤول منصبه. ينصحه المسئول بأن يستغل ماله في الترشح للمجلس المحلي، ليتمكن من فتح الأبواب أمام أعماله، وهكذا يضطر عبود للعودة إلى الحارة لكسب شعبية بالتبرع بأمواله لإصلاح المسجد. يلتقي صلاح مع زين، ويظهر حقد الأخير على ما وصل إليه صلاح من مكانة وعلم، ويرغب في الظهور أمامه بتفوقه المالي. يطلب صلاح مع والده الزواج من الممرضة منال، ويعترض الوالد لكونها فقيرة، ويصمم صلاح على الزواج من منال. يحاول زين التفوق على صلاح والاستيلاء على حبيبته منال، ويحاول أن يبهر منال بأمواله، وتبدأ تفكر في مستقبلها، وتشجعها زميلتها الممرضة فايزة (عزيزة راشد). تستغل منال سفر صلاح لأحد المؤتمرات الطبية، وتقبل الزواج من زين، وهى لا تعلم أنه متزوج من نورا، بينما يسعى عبود الكوع لإقناع زين بمراعاة زوجته نورا حتى لا يغضب المسئول. يعلم صلاح بخيانة منال لحبه، ويكفر بالحياة، وبمهنته المقدسة، ويقبل العمل في عيادة طبيب فاسد (عبد الهادي أنور) حيث يمارس فيها عمليات الإجهاض، ولكن والده أبو العنين يعيده لرشده، ويقبل شقة لافتتاحها عيادة للفقراء، من الحاج منصور (أمين عنتر)، الذي كان يطمح في زواج صلاح من إبنته ثريا (عبير عادل). يقبل صلاح خطبة ثريا، بينما يوقف المسئول أعمال عبود، بسبب شكوى إبنته نورا، وهنا يضغط عبود على زين ليطلق منال التي ترفض زوجة أبيها (ثريا عز الدين) استقبالها، فتلجأ إلى صلاح، الذي يلحقها بالعمل في عيادته، وعندما تخبره بأنها حامل، يطلب منها إبلاغ زين، ولكنها ترفض. يكتشف زين أن زوجته نورا لن تتمكن من الحمل، ويطلقها خصوصا بعد أن تلقي النيابة الإدارية القبض على والدها وأيضا على عبود الكوع وتصادر كل أملاكه. يبحث زين عن منال التي ترفض العودة له، فيعتدى عليها بالضرب، فتفقد جنينها، وتصاب بنزيف حاد، ويفقد زين عقله عندما يعلم بأنه قتل إبنه، ويقود سيارته بسرعة كبيرة، لتنقلب به وينقل للمستشفى، وتموت منال في المستشفى، بعد أن تخبر صلاح أن زين هو من اعتدى عليها، ويضطر صلاح لإنقاذ زين في غرفة العمليات، مؤدياً واجبه المهني.

## وصلات خارجية
- الحب المر على موقع قاعدة بيانات الأفلام العربية
- الحب المر على الدهليز